# أ. وارن قاولد
أ. وارن قاولد (بالإنجليزية: A. Warren Gould)‏ هو مهندس معماري أمريكي، ولد في 15 يناير 1871، وتوفي في 15 أكتوبر 1922.